# Rupert Lay
Rupert Lay SJ (* 14. Juni 1929 in Drolshagen, Landkreis Olpe; † 9. Februar 2023 in Frankfurt am Main) war ein deutscher Philosoph, römisch-katholischer Theologe, Jesuit und Unternehmensberater, der sich u. a. auch mit Ethik und Kommunikation beschäftigte.

## Leben
Rupert Lay war der Sohn eines Sparkassendirektors. Er legte 1952 die Reifeprüfung ab und trat im selben Jahr dem Jesuitenorden bei. Von 1954 bis 1957 studierte er an der Jesuitenhochschule in Pullach Philosophie (Lic. Phil. 1957) und belegte Lehrveranstaltungen in Psychologie. Anschließend studierte er an der Philosophisch-Theologischen Hochschule Sankt Georgen in Frankfurt am Main Katholische Theologie. Er beendete sein Theologiestudium 1961 mit dem Lizenziat. 1960 empfing er die Priesterweihe. Von 1961 an folgte ein fünfsemestriges Studium der Theoretischen Physik, der Psychologie und der Philosophie an der Universität Bonn sowie ein Studium der Betriebswirtschaft an der Universität Hagen. 1966 wurde er mit der Arbeit Zur Lehre von den Transzendentalien bei Petrus Aureoli O.F.M. promoviert.
Von 1967 bis 1996 war Lay Professor für Wissenschaftstheorie, Naturphilosophie und Sprachphilosophie an der Philosophisch-Theologischen Hochschule Sankt Georgen in Frankfurt. 1968 eröffnete er außerdem eine psychotherapeutische Praxis. Seit den 1970er Jahren war er zunehmend als Leiter von Managementseminaren engagiert, wo er Vertreter von Wirtschaft, Politik beriet, darunter Bundesminister und Vorstandsvorsitzende großer Konzerne. Seit 1988 war er auch als Unternehmensberater und Aufsichtsratsmitglied in Unternehmen tätig.
Lay hielt seit 1959 weltweit Seminare und veröffentlichte über 50 Bücher sowie zahlreiche Artikel in Zeitschriften, Lexika und anderen Medien. 1995 bis 2003 gab er zusammen mit Norbert Copray den EthikLetter LayReport heraus. 2000 wurde er Vorsitzender des Kuratoriums der im selben Jahr gegründeten „Fairness-Stiftung“, deren Ehrenvorsitz Lay 2004–2020 innehatte.
Nach Erscheinen des Buches Nachkirchliches Christentum wurde ihm im Jahr 1996 die kirchliche Lehrerlaubnis entzogen und verboten, Interviews zu geben. Sein Buch Das Ende der Neuzeit wurde mit einem Erscheinungsverbot belegt. Sein Verbleib im Jesuitenorden war damals ungewiss. Lay blieb jedoch Mitglied des Jesuitenordens und publizierte weiter. 1996 bekannte er sich zu einem leiblichen Sohn. Ab 2022 lebte er in einem kirchlichen Seniorenheim in Frankfurt/Main, wo er am 9. Februar 2023 starb.
Ein 2016/2017 von ihm als Manuskript erstelltes Werk Im Kerker des Selbstverständlichen. Ein Befreiungsversuch wurde 2023 posthum als PDF veröffentlicht.

## Auszeichnungen
1981 erhielt Lay das Verdienstkreuz der Eugen-Moog-Stiftung, 2004 den „Deutschen Fairness-Preis“ der Fairness-Stiftung.

## Theologie

### Kirchenkritik
Der deutschen Öffentlichkeit bekannt wurde Lay in erster Linie aufgrund seiner u. a. auf Friedrich Nietzsche zurückgreifenden Kritik an der Katholischen Kirche. Dieser warf er vor, sich vorrangig dem eigenen Machterhalt zu widmen. Wie bei allen Institutionen nehme die Sorge um ihren Erhalt eine Eigendynamik an. Lay betont jedoch, sich seiner Kirche weiterhin verbunden zu fühlen.

### Konstruktivismus
Als Konstruktivist ging Lay davon aus, dass nichttriviale Dogmen keinen Wahrheitsgehalt beanspruchen können. Die herkömmliche katholische Theologie, insbesondere Trinitarismus und Erbsündenlehre, werde daher mit Nietzsche abgelehnt, weil sie der einfachen, lebensbejahenden („biophilen“) Botschaft des Christentums widersprechen.
Der Philosoph Lay beanspruchte, mit wissenschaftlichen Methoden an Fragestellungen heranzugehen, die von Theologen lediglich als Gegebenheiten dargestellt würden. Anstelle von Gott sprach er vom „Göttlichen“, um sich von der theologischen Sprache zu distanzieren, der er intellektuelle Unredlichkeit vorwarf. Auch stellte er klar, dass es sich dabei um ein „Gotteskonstrukt“ handele, das keinen unanfechtbaren Wahrheitsgehalt beanspruchen könne, sondern sich sozial bewähren müsse.
Lays Vorstellung vom Göttlichen hat panentheistische Züge, so schrieb er beispielsweise in Ketzer, Dogmen, Denkverbote, die Welt sei „gotthaltig“, und weiter, das „Göttliche“ erweise sich in der Liebe.

### Christologie
Lay vertrat die Ansicht, die Mehrheit der Christen habe von jeher die Ansicht der Arianer geteilt, weil sie der historischen Wahrheit am nächsten komme. Jesus Christus gilt ihm als menschlicher Lehrer, Christentum bestehe ausschließlich in der Nachfolge Christi.

### Ethik
Die jesuanische Lehre lässt sich Lay zufolge im Prinzip der Biophilie (wörtlich: Liebe zum Leben) zusammenfassen, das auch den Kern von Lays Ethik ausmacht:

„Handele so, daß du das personale (soziale, emotionale, musische, sittliche, religiöse) Leben in dir und anderen eher mehrst und entfaltest denn minderst und verkürzt.“

## Kritik
Kritik auch unter Anhängern Lays erregte seine Ansicht, Jesus habe sich bewusst vom Judentum seiner Zeit abgehoben. Lay leitete dies aus einem Gegensatz zwischen jüdischer „Gesetzesfrömmigkeit“ und jesuanischer Lehre ab, die jedoch im Licht heutiger historisch-kritischer Leben-Jesu-Forschung als zweifelhaft angesehen wird.

## Veröffentlichungen (Auswahl)
- Zur Lehre von den Transzendentalien bei Petrus Aureoli O.F.M. Stehle, Düsseldorf 1964 (Dissertation).
- Die Welt des Stoffes (= Der Christ in der Welt 2: Die Welt, in der wir leben. Band 3). 2 Bde. Pattloch, Aschaffenburg 1966.
- Grundzüge einer komplexen Wissenschaftstheorie. 2 Bde. Knecht, Frankfurt am Main 1971, ISBN 978-3-7820-0231-8.
- Dialektik für Manager. Methoden des erfolgreichen Angriffs und der Abwehr. Langen-Müller-Herbig, München 1974, ISBN 3-7844-7032-7.
- Manipulation durch die Sprache. Langen-Müller-Herbig, München 1977, ISBN 3-7844-7046-7.
- Führen durch das Wort. Langen-Müller-Herbig, München 1978, ISBN 978-3-7844-7060-3.
- Die Ketzer. Von Roger Bacon bis Teilhard. Langen-Müller-Herbig, München 1981, ISBN 978-3-7844-1888-9.
- Vom Sinn des Lebens. Der Kompaß für ein erfülltes Leben. Langen-Müller-Herbig, München 1985, ISBN 978-3-7844-7154-9.
- Ethik für Manager. Econ, Düsseldorf 1989, ISBN 978-3-430-15916-6.
- Nachkirchliches Christentum. Der lebende Jesus und die sterbende Kirche. Econ, Düsseldorf 1995, ISBN 978-3-430-15939-5.
- Das Ende der Neuzeit. Menschsein in einer Welt ohne Götter. Econ, Düsseldorf 1996, ISBN 978-3-430-15958-6.
- Ketzer – Dogmen – Denkverbote. Christ sein heute. Hrsg.: Ulrike Preußiger-Meiser. Econ, Düsseldorf 1996, ISBN 978-3-430-15940-1.
- Weisheit für Unweise. Econ, Düsseldorf 1998, ISBN 978-3-430-15957-9.
- Die neue Redlichkeit. Werte für unsere Zukunft. Campus, Frankfurt/Main 2006, ISBN 978-3-593-37924-1 (Unter Mitarbeit von Ulf D. Posé).
- Die zweite Aufklärung. Einführung in den Konstruktivismus. tredition, Hamburg 2015, ISBN 978-3-95902-103-6.
- Über die Liebe zum Leben. Die Ethik im Konstruktivismus als Ausdruck der Biophilie. tredition, Hamburg 2017, ISBN 978-3-7439-2350-8.
- Im Kerker des Selbstverständlichen. Ein Befreiungsversuch. Hrsg.: Wolfgang Baldes, 2023 (posthum, Manuskript von 2017) PDF. Als Hörbuch gesprochen von Christoph Hackenberg, Yonde, Wien (Juni 2025)